# أولوف بيرسون (رائد أعمال)
أولوف بيرسون (بالسويدية: Olof Persson)‏ هو رائد أعمال سويدي، ولد في 22 يونيو 1964 في السويد.

## روابط خارجية
- أولوف بيرسون على موقع مونزينجر (الألمانية)